# Jenny Lindeiland
Jenny Lindeiland (Engels: Jenny Lind Island, Inuktitut: Qikiqtaryuaq) is een van de Canadese Arctische Eilanden. Het ligt in de regio Kitikmeot in het territorium Nunavut. Het is onbewoond en heeft een oppervlakte van 420 km². Het is een broedgebied voor de kanoetstrandloper.
Ten noorden van een baai aan de oostkust ligt, vrijwel in oost-westrichting, een airstrip die echter niet open is voor publiek gebruik, met coördinaten: 68° 39′ 0″ NB, 101° 43′ 60″ WL.
Het eiland is genoemd naar de Zweedse operazangeres Jenny Lind.